# Rabbinisches Judentum
Das rabbinische Judentum (hebräisch יהדות רבנית Yahadut Rabanit) oder auch Rabbinische Zeit war eine rabbinische Strömung, die sich nach der Zerstörung des zweiten Jerusalemer Tempels (70 n. Chr.) zur Hauptströmung des Judentums entwickelte und ab ca. 200 n. Chr. maßgeblich Ritus und Theologie prägte. Kennzeichnend für diese Bewegung ist zum einen die Anerkennung der Autorität weniger Rabbiner als maßgeblich für die Auslegung der heiligen Schriften und zum anderen die nach der Zerstörung des Tempels notwendige neue Kultordnung, die nicht mehr in der Opferung von Tieren, sondern im Feiern von Gebetsgottesdiensten besteht. Mit dem 11. Jahrhundert war die Verständigung über Inhalte und Umfang der Schriftkorpora grundsätzlich abgeschlossen und damit der Grundstein des gelebten Judentums gelegt.
Das rabbinische Judentum legt großen Wert auf die mündliche Tora und deren schriftliche Ausarbeitung im Midrasch, Tosefta und Talmud sowie auf die Interpretationen (Responsen, hebräisch שאלות ותשובות She’elot uTeshuvot, deutsch ‚Fragen und Antworten‘) und Empfehlungen durch die Rabbiner. Bis in das 2. nachchristliche Jahrhundert wurde die Halacha in den Lehrhäusern (hebräisch בתי מדרש Batei Midrasch) der Tempel- und der Jabnezeit nur mündlich an die nächsten Generationen weitervermittelt. Mit Rabbi Akiba ben Josef, der bis 135 n. Chr. wirkte, entstand eine gewisse Ordnungsstruktur innerhalb der Halacha. Unter Rabbi Jehuda ha-Nassi kam er schließlich zu abschließenden Verschriftlichung, durch ihn, als Endredakteur, die Halacha erfuhr ihre Niederschrift. Mit der Verschriftlichung der mündlichen Lehre in der Mischna entwickelte sich die Auseinandersetzung um die halachischen Inhalte diskursiv weiter, so kam es in Zentren in Babylonien und Palästina zu weiteren Entwicklungen. In deren Folge, sich der Talmud, der die Mischna beinhaltet sowie diese kommentiert und weitere Erklärungen der mündlichen Lehre und Gesetzesentscheidungen aufnahm.

## Historische Voraussetzungen
Die Tempelopferpraxis, mit den Hohepriester war im antiken Jerusalem ein zentraler Bestandteil des jüdischen religiösen Lebens, insbesondere während der Zeit des Ersten und Zweiten Tempels. Sie drehte sich hauptsächlich um das Darbringen von Opfern als Teil des Gottesdienstes, wobei verschiedene Arten von Opfern zu unterschiedlichen Anlässen und aus verschiedenen Gründen dargebracht wurden. Die Opferpraxis war im Wesentlichen in der Tora (insbesondere im  Wajikra (hebräisch וַיִּקְרָא wajjiqrāʾ) „Und er rief“, Dritten Buch Mose oder Levitikus) festgelegt. Das rabbinische Judentum ersetzte das tempelzentrierte Opferjudentum mit dem Zentrum Jerusalem. Die spirituelle Autorität ging von den Kohanim  auf die Rabbanim über. Die religiöse Praxis basierte nicht mehr auf das Opfern i. e. S. sondern auf Gebet und Studium der Tora. Während im tempelzentrierten Opferjudentum die zentrale Kultstätte und die Opfer dazu dienten, Gott zu ehren, den Bund zwischen Gott und dem Volk Israel zu stärken und zu erneuern sowie die ‚göttliche Gegenwart‘ (Schechina) im täglichen Leben zu erfahren – und damit die Verbindung zu Gott aufrechtzuerhalten und zu vertiefen –, betonen Strömungen im rabbinischen Judentum die Hoffnung auf einen zukünftigen Messias, der den Tempel wieder aufbauen und das Opferwesen wiederherstellen könnte. In der Zwischenzeit hat sich das Judentum aber ohne Tempel weiterentwickelt.
Der Zeitraum von der Zerstörung des Tempels (70 n. Chr.) bis zur Konsolidierung der rabbinischen Literatur und der Kodifizierung des Talmuds im 6. Jahrhundert stellte den Kern dieser Transformation dar.

## Die Zeit der Konsolidierung

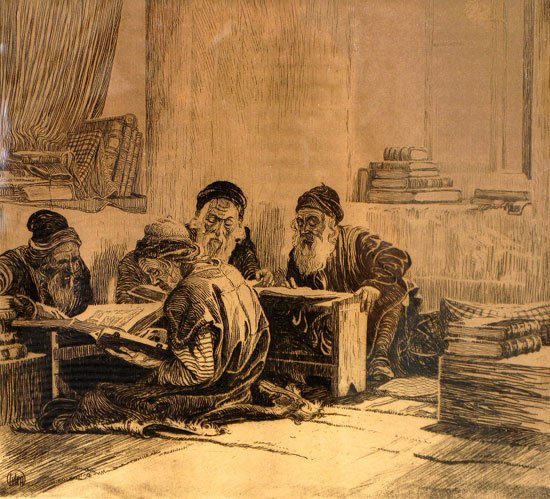
Talmudstudenten (Radierung von Ephraim Moses Lilien)

Die Zerstörung des zweiten Tempels im Jahr 70 war ein tiefgreifender Einschnitt in die jüdische Geschichte, so dass an dieser Stelle, trotz der nicht sofort sichtbaren Änderungen innerhalb des Judentums, die Geschichte des rabbinischen Judentums sowohl in der Selbst- als auch in der Fremddarstellung beginnt. Die Zerstörung bewirkte zwei Dinge, die eine Neuorientierung des Judentums notwendig machten: Zum einen wurde der bis dahin vorhandene Zentralpunkt des Kults zerstört und damit auf der einen Seite die Legitimation bestimmter Gruppen, beispielsweise der bisherigen Priester oder der Sadduzäer, und auf der anderen Seite auch eine Neuordnung des kultischen Lebens notwendig. Bis in das Jahr 70 war der gesamte Kult des Judentums, legitimiert durch die alttestamentliche Theologie, auf den Tempel und auf Jerusalem ausgerichtet. Die zweite maßgebliche Änderung betrifft die politische Ebene: Zwar war schon nach dem Tod des Herodes die Verwaltung von Judäa von Rom aus organisiert worden. Nach der Niederlage wurde jedoch Jerusalem, im Gegensatz zu Caesarea Maritima, nun Haupttruppenstützpunkt der römischen Truppen. Hinzu kam, dass im Krieg etwa ein Drittel aller Juden (ca. 1,1 Millionen) getötet worden waren und darüber hinaus der gesamte Landbesitz der Juden an Rom überging. Die rabbinische Tradition schreibt Jochanan ben Sakkai die Initiierung der nun eintretenden Neuorientierung zu.

### Jochanan ben Sakkai und das Zentrum Jabne

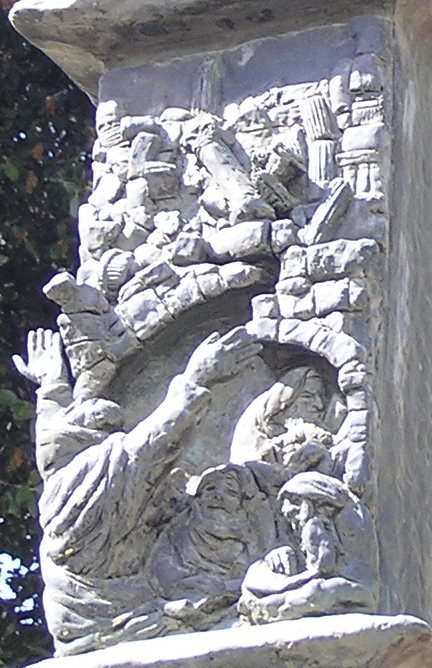
Jochanan ben Sakkai, Bildfeld an der großen Knesset-Menora

Im Jahr 70 ließ sich, der Tradition nach, Jochanan ben Sakkai in einem Sarg aus Jerusalem schmuggeln und gründete in Jabne ein jüdisches Lehrhaus, das den Grundstein für die rabbinische Theologie legte. Die überlieferten Schriften lassen aus heutiger Sicht keine scharfe Trennung zwischen Legende und Geschichte mehr zu, allerdings ist es unumstritten, dass ben Sakkai zahlreiche Männer um sich scharte, die aus allen vor der Zerstörung des Tempels wichtigen Gruppen innerhalb des Judentums bestanden: Priester, Schriftgelehrte. Zudem weitere Personen, die sich darum bemühten jüdisches Leben ohne Tempel nun neu zu denken. Der Überlieferung gemäß beschäftigten sich er und die anderen frühen Rabbiner vor allem mit Fragen von Ritus und Liturgie, die nun ohne Tempel neu gestaltet werden mussten. Allerdings kann eine Prägung des zeitgenössischen Judentums nicht nachgewiesen werden. Die eigentliche Bedeutung der Schriften aus dieser Zeit wurde erst in der Rückschau deutlich.
Ab dem Jahr 80 übernahm Gamaliel II. die Führungsrolle in der Jabne-Gruppe, was verschiedene Konsequenzen hatte: Zum einen hatte Gamaliel durch Herkunft eine bessere Stellung innerhalb des Judentums und zum zweiten haftete an ihm nicht der Makel der Flucht aus Jerusalem. Darüber hinaus sind auch ab dieser Zeit verschiedene Versuche nachweisbar, das Verhältnis zwischen den Juden und den Römern zu bessern, beispielsweise durch Besuche in Syrien oder durch eine halbwegs offizielle Gesandtschaft nach Rom.

### Der Bar-Kochba-Aufstand
Durch die Niederschlagung des Aufstands im Jahr 135 wurden die Juden ähnlich beeinflusst, wie schon nach dem Ende des ersten jüdisch-römischen Krieges im Jahre 70 n. Chr. Neben den großen Verlusten haben die Römer allerdings dieses Mal den Juden außerdem den Zugang zu Jerusalem verboten und über den Trümmern des zweiten Tempels eine Jupiterstatue errichtet. Als einprägende Neuerung ist dieses Mal festzustellen, dass viele Juden in das benachbarte Syrien in die Diaspora zogen, was zum einen den Effekt hatte, dass die Rabbiner eine ausgeprägte Theologie der Vorzüge Israels entwickelten, und zum anderen, dass die Juden nun in Judäa eine Minderheit waren, so dass sich das Zentrum des jüdischen Lebens nach Galiläa verlagerte, wo sie immer noch in der Mehrheit waren.

### Neuanfang in Uscha
Da Jabne als Ort im nun verwaisten Judäa als Zentrum jüdischen Lebens nicht mehr geeignet war, wurde Uscha in Galiläa der neue Ort des rabbinischen Judentums. Die Neuanfänge orientierten sich zunächst an den Arbeiten von Jabne; insbesondere wurde versucht, das Verhältnis zu Rom zu verbessern. Die wichtigste inhaltliche Neuerung aus dieser Frühphase ist die Festlegung der mündlichen Tora (Mischna).

## Das Judentum im christlichen Umfeld
Ein weiterer großer Einschnitt für das Judentum war das Aufkommen des Christentums, zunächst in der Jerusalemer Urgemeinde, dann in Ländern des Orients und Ostafrikas, gefolgt vom Römischen Reich und später in ganz Europa und darüber hinaus.
Ab dem 4. Jahrhundert erfolgte unter Konstantin eine Wende in der römischen Religionspolitik, die eine Privilegierung des Christentums zur Folge hatte. Neben den allgemeinen Folgen ist hier vor allem erwähnenswert, dass Christen sich in Palästina und besonders in der Küstenregion ausbreiteten. Hinzu kam ein ausgeprägtes christliches Pilgerwesen in die Stätten des Urchristentums. In diesem Zusammenhang wurden Kirchen in Bethlehem (Geburtskirche) und Jerusalem (Grabeskirche) errichtet. Zwar ergab sich dadurch ein wirtschaftlicher Aufschwung, allerdings hatte diese Entwicklung auch zur Folge, dass die Juden mehr und mehr Fremde im eigenen Land wurden.

## Die Entstehung der mündlichen Tora
Bereits seit dem babylonischen Exil wird eine Auslegung der Tora durch Schriftgelehrte angenommen (siehe dazu Esra 7,10 ), die die Theologie des Judentums maßgeblich bestimmte. Nach der Zerstörung des Tempels wurde diese Literaturgattung wichtiger, so dass ab ca. 220 eine anerkannte und verbindliche Form vorlag.